# Oudeweg (Zuid-Holland)
Oudeweg is een buurtschap behorende tot de gemeente Bodegraven-Reeuwijk in de Nederlandse provincie Zuid-Holland. De buurtschap is gelegen aan de weg Oudeweg ten zuiden van de Sloene en de Broekvelden-Vettenbroek en ten noorden van de Ravensberg, alle behorende tot de Reeuwijkse plassen. Oudeweg bestaat uit een honderdtal huizen in lintvorm. Ten zuiden van de buurtschap ligt Reeuwijk-Brug. Reeuwijk-Brug en Oudeweg worden verbonden door de nieuwbouwwijk Oude Tol.
De postcode van de buurtschap is 2811, de postcode van Reeuwijk.
Dorpen: Bodegraven · De Meije · Driebruggen · Nieuwerbrug · Reeuwijk-Brug · Reeuwijk-Dorp · Sluipwijk · Waarder

Buurtschappen: Abessinië · De Bree · Foreest · Hogebrug · Langeweide · Middelburg (deels) · Molenbrug · Noordzijde · Oosteinde · Oud-Reeuwijk · Oud-Bodegraven · Oudeweg · Oukoop · Platteweg · Randenburg · Tempel · Twaalfmorgen · Vogelzang/Blindeweg · Westeinde · Weijland · Weijpoort · Zuidzijde

Zuid-Holland: Steden en dorpen      Nederland: Provincies · Gemeenten